# 이기재 (1968년)
이기재(李屺宰, 1968년 5월 11일~)는 대한민국의 정치인이다. 제17대 양천구청장이다.

## 경력
- 국회 원희룡 의원실 보좌관
- 대통령실 정무수석실 행정관
- 새누리당 서울시당 양천구 갑 당협위원회 위원장
- 산업통상자원부 장관 정책보좌관
- 여의도연구원 정책자문의원
- 제주특별자치도 서울본부장
- 바른정당 중앙당 대변인
- 사단법인 코리아비전포럼 대표
- 동국대학교 겸임교수
- YTN, 연합뉴스TV, MBN 시사평론가
- 윤석열 대통령후보 선거대책위원회 공보특보
- 윤석열 대통령직인수위원회 기획위원회 자문위원
- 2022.07 ~ : 제17대 민선 8기 서울특별시 양천구청장
- 서울특별시 도시계획위원회 위원
- 2023.07 ~2024.06: 서울시구청장협의회 사무총장

## 전과
- 개인정보보호법위반: 벌금 1,000,000원 - 2018년 6월 26일 선고[1]

## 역대 선거 결과
|  | 39.86% |

|  | 54.34% |